# Superliga 2008-2009 (calcio a 5)
La Superliga 2008-2009 è stata la 17ª edizione del massimo torneo di calcio a 5 russo. La competizione è iniziata il 2 settembre 2008 e si è conclusa il 4 giugno 2009.

## Stagione regolare

### Classifica
|                   | Pos. | Squadra                  | Pt  | G  | V  | N  | P  | GF  | GS  | DR   |
| ----------------- | ---- | ------------------------ | --- | -- | -- | -- | -- | --- | --- | ---- |
| Russia (bandiera) | 1.   | VIZ-Sinara               | 105 | 44 | 32 | 9  | 3  | 153 | 74  | +79  |
|                   | 2.   | Dinamo Jamal             | 99  | 44 | 30 | 9  | 5  | 192 | 107 | +85  |
|                   | 3.   | TTG Jugra                | 98  | 44 | 30 | 8  | 6  | 187 | 115 | +62  |
|                   | 4.   | Tjumen'                  | 84  | 44 | 25 | 9  | 10 | 160 | 108 | +52  |
|                   | 5.   | Spartak Ščëlkovo         | 67  | 44 | 20 | 7  | 17 | 143 | 123 | +20  |
|                   | 6.   | Noril'skij Nikel'        | 66  | 44 | 19 | 9  | 16 | 143 | 120 | +23  |
|                   | 7.   | Dina Mosca               | 60  | 44 | 16 | 12 | 16 | 115 | 116 | -1   |
|                   | 8.   | Mytišči                  | 56  | 44 | 17 | 5  | 22 | 143 | 146 | -3   |
|                   | 9.   | CSKA Mosca               | 54  | 44 | 16 | 6  | 22 | 134 | 134 | 0    |
|                   | 10.  | Politech San Pietroburgo | 24  | 44 | 7  | 3  | 34 | 95  | 170 | -75  |
|                   | 11.  | Lipeck                   | 22  | 44 | 5  | 7  | 32 | 103 | 207 | -104 |
|                   | 12.  | Dinamo Timal             | 13  | 44 | 3  | 4  | 37 | 81  | 229 | -148 |
|                   | −    | Dinamo San Pietroburgo   | 0   | 0  | 0  | 0  | 0  | 0   | 0   | 0    |
|                   | −    | Spartak Mosca            | 0   | 0  | 0  | 0  | 0  | 0   | 0   | 0    |

### Verdetti
- VIZ-Sinara campione di Russia 2008-2009 e qualificata alla Coppa UEFA 2009-2010.
- Spartak Ščëlkovo, Lipeck e Dinamo Timal non iscritti alla Superliga 2009-2010.
- Dinamo San Pietroburgo e Spartak Mosca escluse dal campionato per cessazione dell'attività agonistica con decorrenza immediata.